# Luba Shumeyko
Luba Shumeyko, (en ukrainien : Люба Шумейко) est une mannequin ukrainienne née le 8 avril 1982  à Kiev (Ukraine).

## Carrière
Encore étudiante à l'école de design et de mode à l'université de technologie de Kiev, Luba Shumeyko débute simultanément une carrière en tant que modèle.
Elle pose régulièrement pour le site érotique Hegre Art, dont le producteur est son mari et photographe norvégien, Petter Hegre. Sa sœur jumelle, Nadia Shumeyko, travaillait souvent avec elle, avant d'être engagée dans une agence de mannequinat.
Après avoir débuté dans sa ville comme « reine de beauté » de Kiev, Luba apparait pour la première fois sur internet dans le magazine MET ART, et, plus tard, elle gagne en popularité sur le site web de Petter Hegre, Hegre-Archives (renommé en décembre 2005 Hegre Art). Son portrait fait dorénavant partie intégrante du nouveau logo pour le site internet Hegre Art.
En 2005, elle apparaît dans le magazine The New Nude Magazine, photographiée par Didier Carré. Elle apparaît aussi en une des magazines Playboy en mars 2005 et Perfect 10 en aout 2006 et dans le livre de photographie de nu Luba publié en 2005 en France aux éditions La Musardine.
Luba signifie « amour, chérie » en français.